# Albonese
Albonese (lombardul Albunes) település Olaszországban, Lombardia régióban, Pavia megyében. Lakosainak száma 541 fő (2023. január 1.). Albonese Borgolavezzaro, Cilavegna, Mortara, Nicorvo és Parona községekkel határos.

## Népesség
A település népességének változása:
| Lakosok száma | 562  | 553  | 541  |
|               | 2017 | 2018 | 2023 |